# Jaysuño Abramovich
Jaysuño Abramovich Schwartzberg (Lima, 26 de marzo de 1945-Lima, 18 de abril de 2015) fue un sociólogo, economista y empresario peruano de ascendencia judía.

## Biografía
Abramovich nació en la capital peruana, hijo de Isaac Abramovich y Ruti Schwartzberg, inmigrantes judíos que llegaron a Perú a inicios de la década de 1930, debido al aumento del antisemitismo y a los hechos de persecución ocurridos en Europa contra los judíos. Jaysuño realizó sus estudios escolares en el Colegio León Pinelo.
Estudió Sociología en la Universidad Nacional Mayor de San Marcos; realizó un doctorado en sociología en la misma casa de estudios y uno en economía en la Universidad Estatal de Nuevo México en Estados Unidos.
En octubre de 1976 fue nombrado Cónsul Honorario de Perú en la ciudad de San Diego, California.
Fue Director-Gerente General Adjunto del Banco de la Nación de 1985 a 1986. Entre  los años 1985 y 1986 fue director en representación de Perú y Bolivia ante el Fondo Monetario Internacional - FMI.
Fue Presidente del Directorio de Petroperú desde el año 1986 hasta 1989, en el primer gobierno de Alan García Pérez.
Se desempeñó como docente en la Fuerza Aérea del Perú-EOFAP (Sociología) 1980, Universidad Ricardo Palma y en la Universidad Nacional Federico Villarreal. Asimismo fue profesor visitante de la Universidad Johannes Kepler de Linz, Austria y en la Universidad Tecnológica de Kaiserslautern en Alemania.
Falleció en abril de 2015 en la ciudad de Lima.